# Sydfyenske Jernbaner
Sydfyenske Jernbaner (SFJ) var et dansk jernbaneselskab, som anlagde og drev en række jernbaner på Sydfyn – dels en række anlagt som privatbaner, dels Nyborg-Ringe-Faaborg, der blev anlagt som statsbane, men drevet af SFJ. Pr. 1. april 1949 overgik hele SFJ's net til statsdrift (DSB), men SFB, ONFJ og SNB forblev – trods statsdriften – private jernbaner til de blev nedlagt.
Alle baner havde normalspor (1.435 mm).

## Selskabets baner
Odense-Svendborg
- Indviet 12. juli 1876
- Længde: 46,8 km

Ringe-Faaborg (RFB)
- 1. april 1882 – 27. maj 1962 (godstrafik til 1987, Ringe-Korinth nogle år mere)
- Længde: 29,4 km

Svendborg-Nyborg Banen (SNB)
- 1. juni 1897 – 30. maj 1964
- Længde: 36,9 km

Ringe-Nyborg (RNB)
- 1. september 1897 – 27. maj 1962
- Længde: 26,4 km

Odense-Nørre Broby-Faaborg Jernbane (ONFJ)
- 3. oktober 1906 – 22. maj 1954
- Længde: 47,3 km

Svendborg-Faaborg Banen (SFB)
- 25. november 1916 – 22. maj 1954
- Længde: 26,4 km